# Kaiserslautern
Kaiserslautern (pfalziul: Lautre) egy város Németország Rajna-vidék-Pfalz tartományában, a  francia határ közelében.

## Fekvése
Párizstól 459 kilométerre, Frankfurt am Maintól 117 kilométerre  és Luxemburgtól 159 kilométerre fekvő település.

## Története
A történelmi városközpont a 9. században létesült, és nevét Barbarossa Frigyes német-római császár kedvenc vadászkastélyáról kapta, amelynek romjai ma is megtalálhatóak. A város legidősebb temploma a Stiftkirche, amit 1250–1350 között építettek. I. Rudolf német király emelte a települést város rangjára 1276-ban. 1519-ben a később protestáns hitre térő Franz von Sickingen lett a város tulajdonosa, aminek köszönhetően az a reformációt támogató helyi nemesek erődítménye lett. Végül azonban a katolikus hadak sikeres ostrommal bevették a Nanstein várat. A harmincéves háború alatt a 3200 fős lakosság döntő többsége meghalt, a városnak pedig 160 évébe került, míg a veszteséget kiheverte. 1793 és 1815 között a környező területek francia közigazgatás alatt álltak, és a franciák ismét megszállták a területet az első világháború után. A második világháború bombázásaiban a város épületeinek 60%-a megsemmisült, Kaiserslautern pedig harc nélkül adta meg magát az amerikaiaknak 1945. március 20-án. Jelentős újjáépítés csak 1948-ban kezdődött el, az 1952 óta itt állomásoztatott katonák pedig jelentős gazdasági lökést adtak.
A Pfalzi-erdő szívében fekvő ipari és kereskedelmi város, fontos közlekedési csomópont. Itt működik a trieri-kaiserslauterni egyetem természettudományi kara.

## Városrészek
- 01: Innenstadt Ost
- 02: Innenstadt Südwest
- 03: Innenstadt West/Kotten
- 04: Innenstadt Nord/Kaiserberg Engelshoffal
- 05: Grübentälchen/Volkspark Eselsfürth-tel
- 06: Betzenberg
- 07: Lämmchesberg/Universitätswohnstadt
- 08: Bännjerrück/Karl-Pfaff-Siedlung
- 09: Kaiserslautern-West Am Belzappell-lal, Bahnheimmal, Fischerrück-kel és Vogelweh-val
- 10: Erzhütten/Wiesenthalerhof.

A volt önálló települések:
- 11: Einsiedlerhof
- 12: Morlautern Waldhoffal
- 13: Erlenbach Gersweilerhoffal
- 14: Mölschbach
- 15: Dansenberg
- 16: Hohenecken Espensteiggel
- 17: Siegelbach
- 18: Erfenbach Lampertsmühleval és Stockbornnal.

## Közlekedés

### Közúti közlekedés
A várost érinti az A6-os autópálya és az A63-as autópálya.

## Sport
A város nemzetközileg is ismert 2. Bundesliga labdarúgó csapata az 1. FC Kaiserslautern.
A csapatának a Fritz Walter Stadion jelenleg otthont ad.

## Lakossága
Lakossága 2009-ben 99 275 fő volt, és ezen kívül 50 000 fős NATO erő is állomásozik a városban és környékén, ami körülbelül 1 milliárd amerikai dollár bevételt jelent a településnek. A legnagyobb részük amerikai, akik K-Town néven is hívják a várost.

## Nevezetességek
- Barbarossa-vár (Barbarossaburg)
- Városháza (Rathaus)

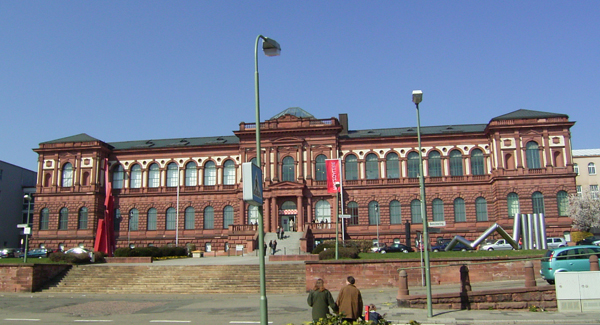

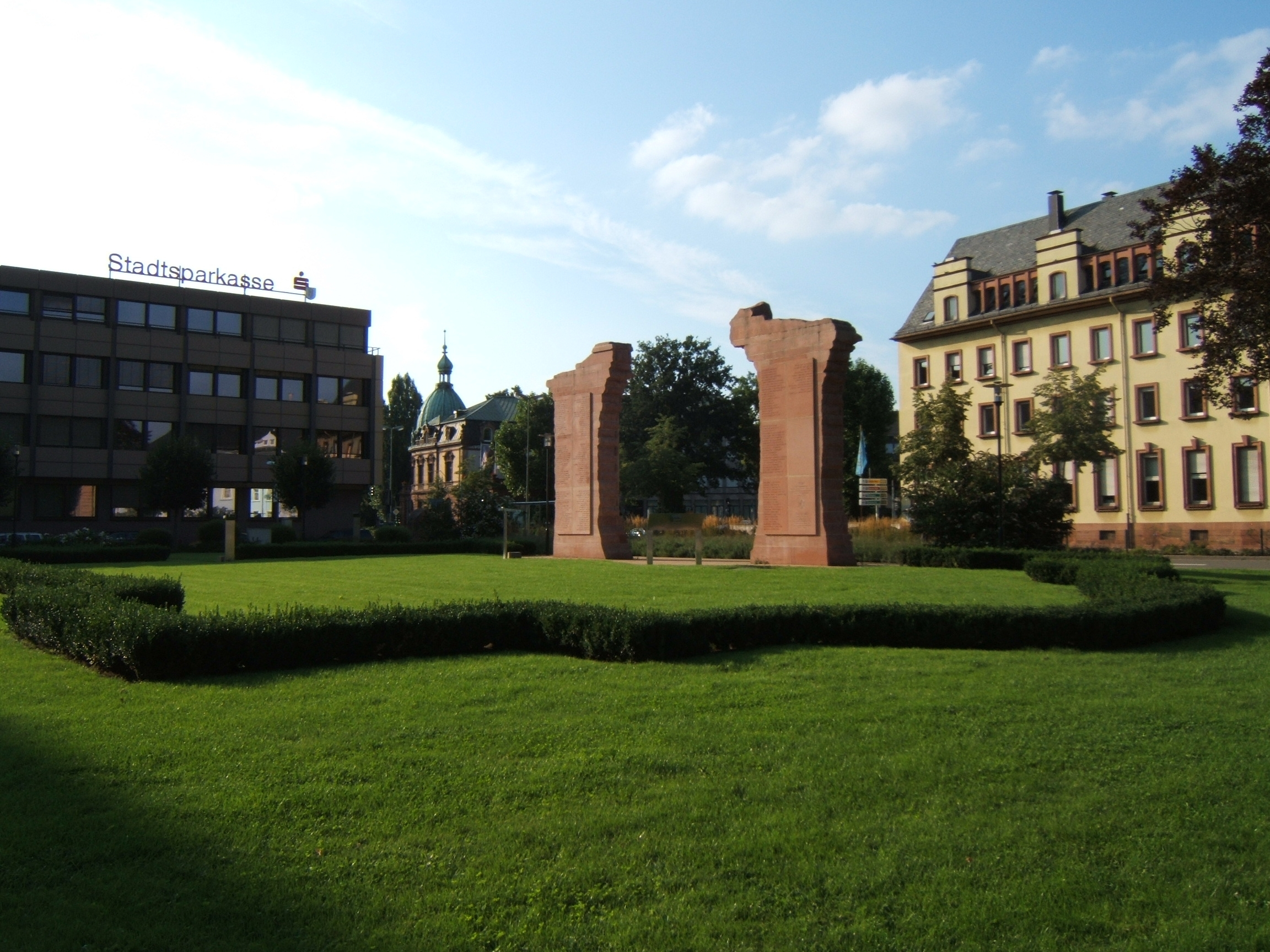

- Alapítványi templom (Stifts-kirche) - A háromtornyú templom a 13-14. századi kora gótikus építészet gyönyörű alkotása.
- Szent Márton templom (St. Martin kirshe)
- Pflazi Népművészeti Intézet (Pfälzische Landesgewerbeanstalt)

## Itt születtek, itt éltek
- Hanns Joachim Armin, a  Rheinland-Pfalz Érdemrend nyertese
- Rolf Arnold (* 1952), egyetemi tanár Kaiserslauternben
- Baltfried Barthel (1915-2013), országgyűlési képviselő, polgármester
- Erwin Brünisholz (1908-1943), festő
- Wolfgang Demtröder (* 1931), egyetemi tanár Kaiserslautern
- Horst Eckel (* 1932), futballista,  1954-es futball világbajnok
- Wilhelm Franke (1893-1959) Alderman polgármestere Kaiserslautern 1946-1958
- Helmut Freitag (* 1960), egyházi zenei rendező
- Caspar Augustin Geiger (1847-1924), egyetemi tanár, Iparművészeti Iskola
- Markus United, professzor, University of Applied Sciences Kaiserslautern
- Horst W. Hamacher (* 1951), egyetemi tanár Kaiserslautern
- Theo Harder (* 1945), egyetemi tanár Kaiserslautern
- Reiner Hartenstein (* 1934), egyetemi tanár Kaiserslautern
- Frederick William Lever (1875-1931), tanár, néprajzkutató, aki 1897-ben bekövetkezett haláláig itt élt a városban
- Hermann Hussong (1881-1960), építész és várostervező
- Michael Hunter (született 1966), színész
- Johann Heinrich Jung (1740-1817), egyetemi tanár, Kameral Középiskola
- Paul Kahlfeldt (* 1956), egyetemi tanár Kaiserslautern
- Franz Karcher (1867-1915), bankár és nagyiparos
- Klaus Knopper (született 1968), egyetemi tanár, University of Applied Sciences Kaiserslautern
- Franciscus de Lutra († 1326), ferences
- Joseph Sales Miltenberger (1777-1854), esperes, plébános általános egyházmegye Speyer; 1815-1821 ide cath. Plébános, esperes, kerületi tanfelügyelő
- Heiner Müller-Merbach (* 1936), közgazdász professzor, University of Kaiserslautern
- Arno Platzbecker (1894-1956), festő
- Johannes lovaglás Meier (* 1962), rendező Pfalztheater Kaiserslautern
- Dieter Rombach (* 1953), egyetemi tanár Kaiserslautern
- Emmerich Smola (1922-2011), német karmester
- Albert Speer, Jr. (született 1934), egyetemi tanár Kaiserslautern
- Adalbert Wietek (1876-1933), építész
- Zedd (született szeptember 2, 1989), zenész, zeneszerző, zenei producer, remixer és Grammy-díjas
- Theodor Zink (1871-1934), tanár, helytörténész

## Galéria

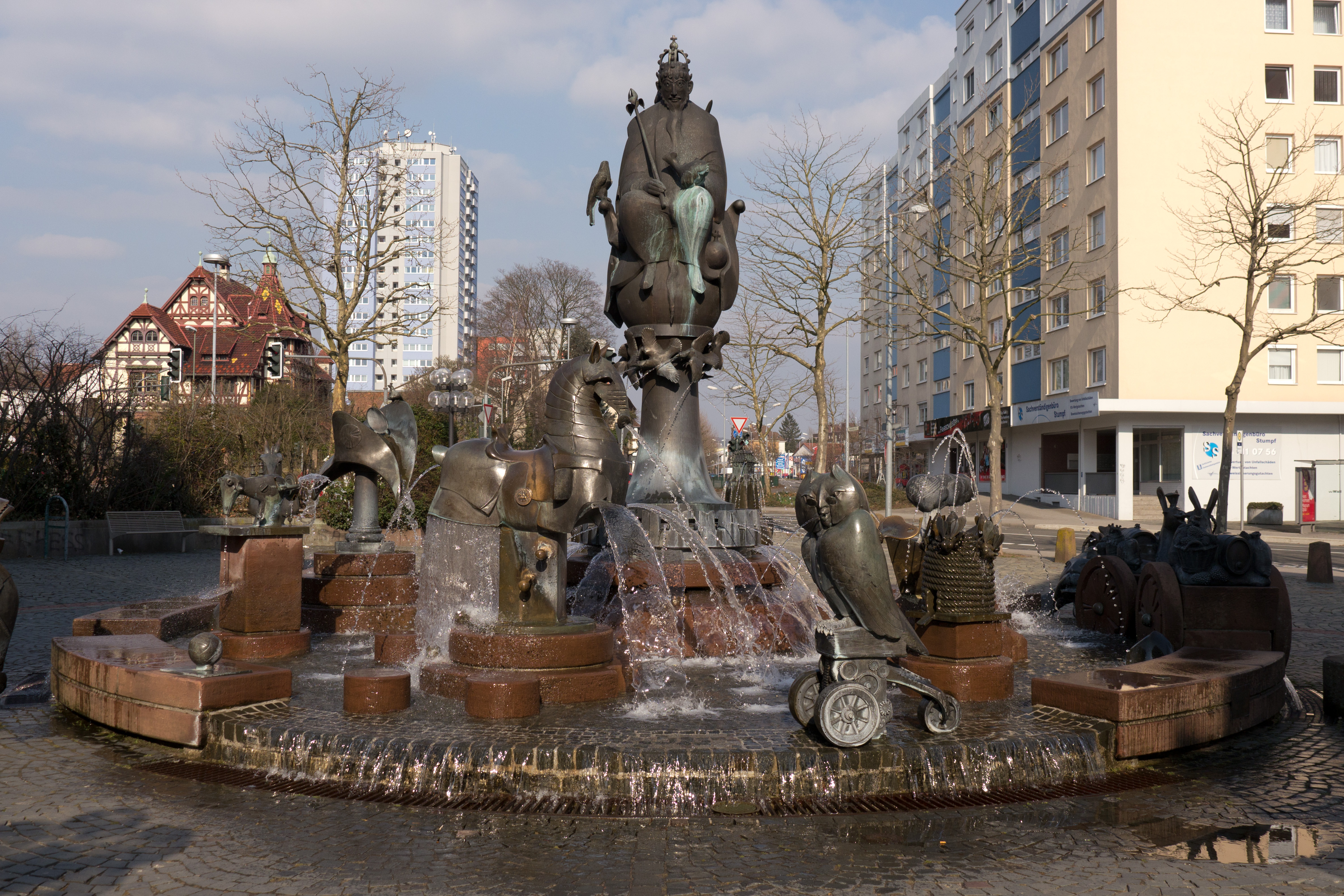
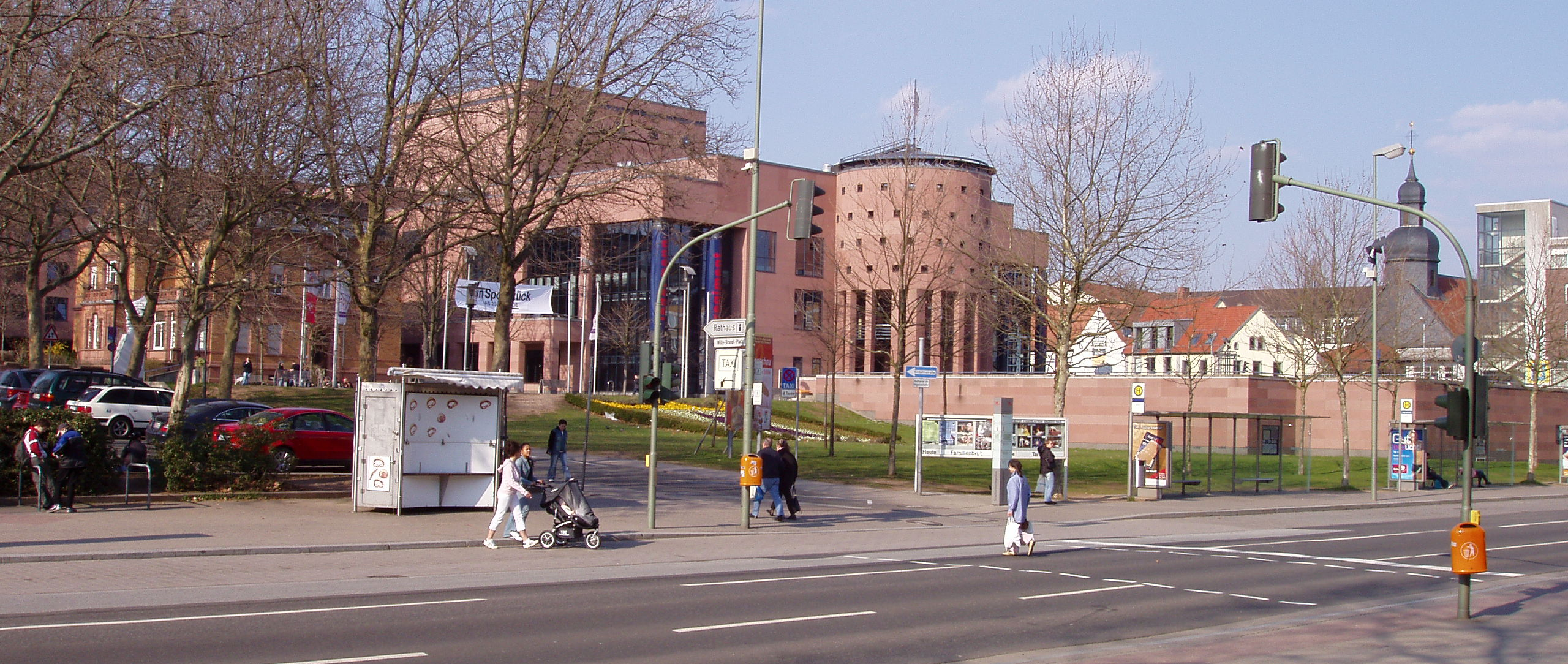
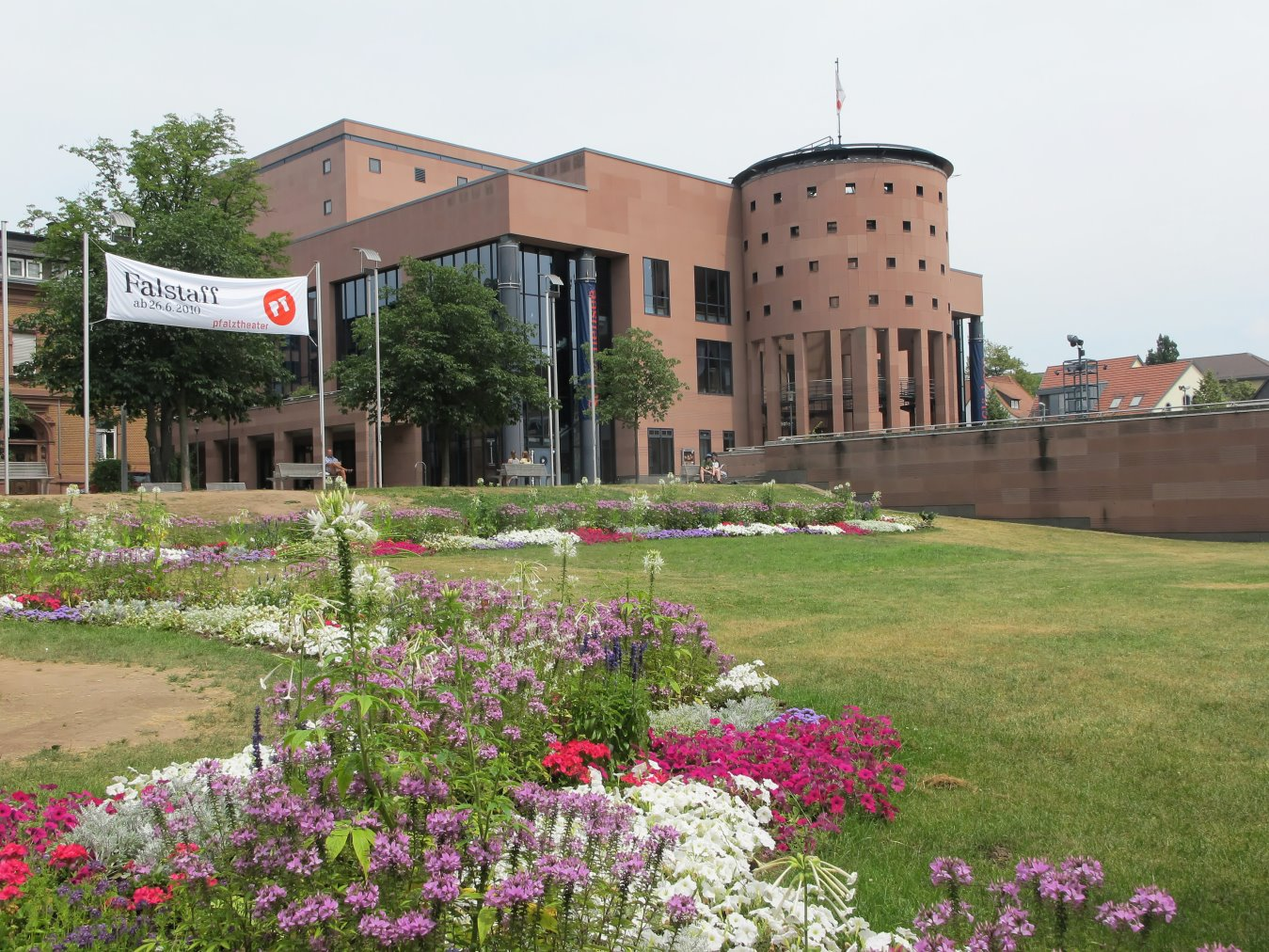
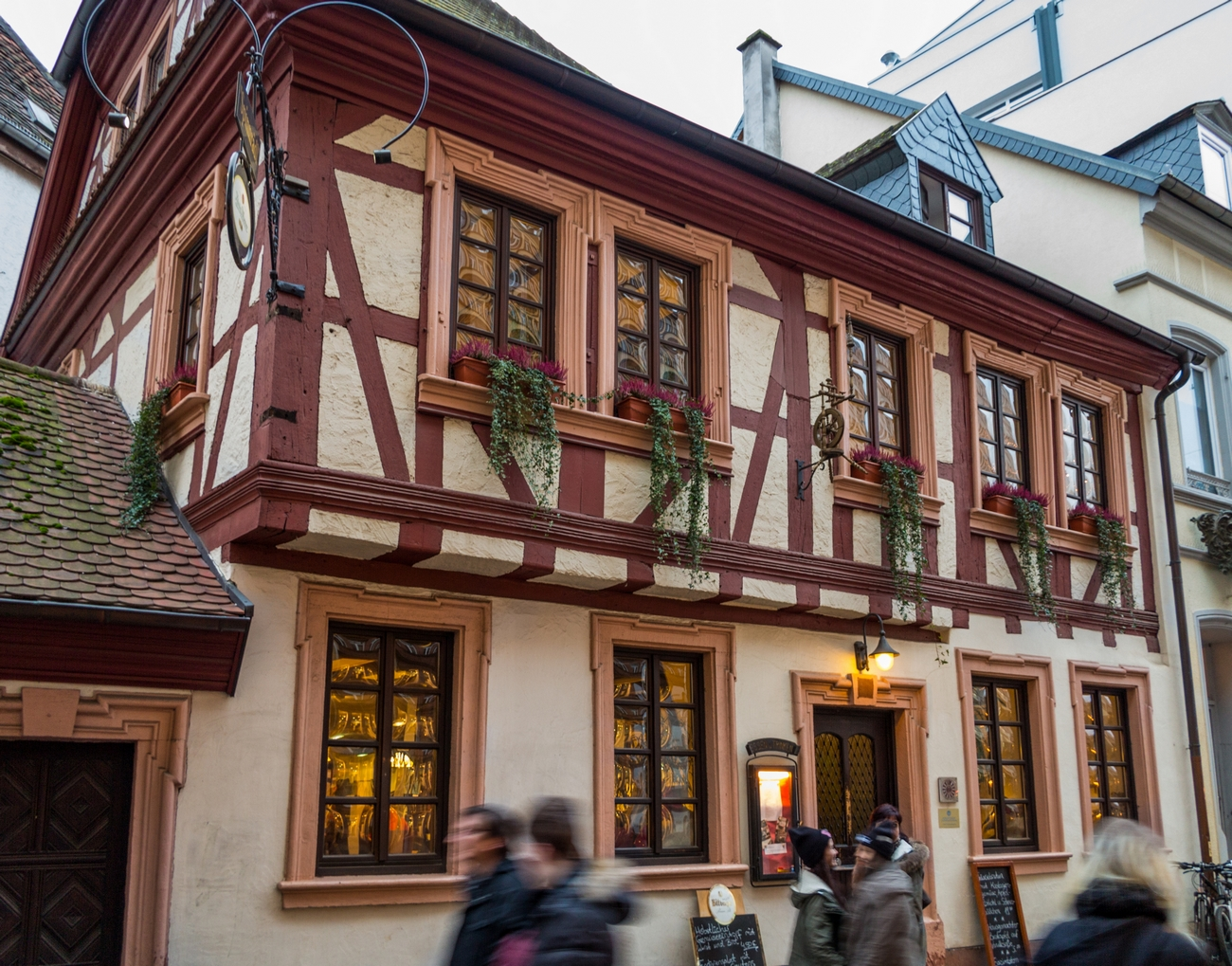
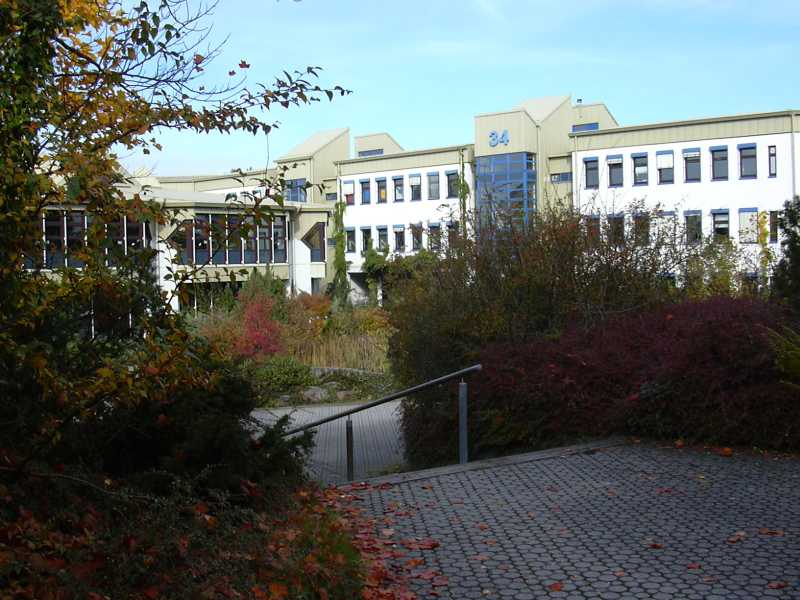
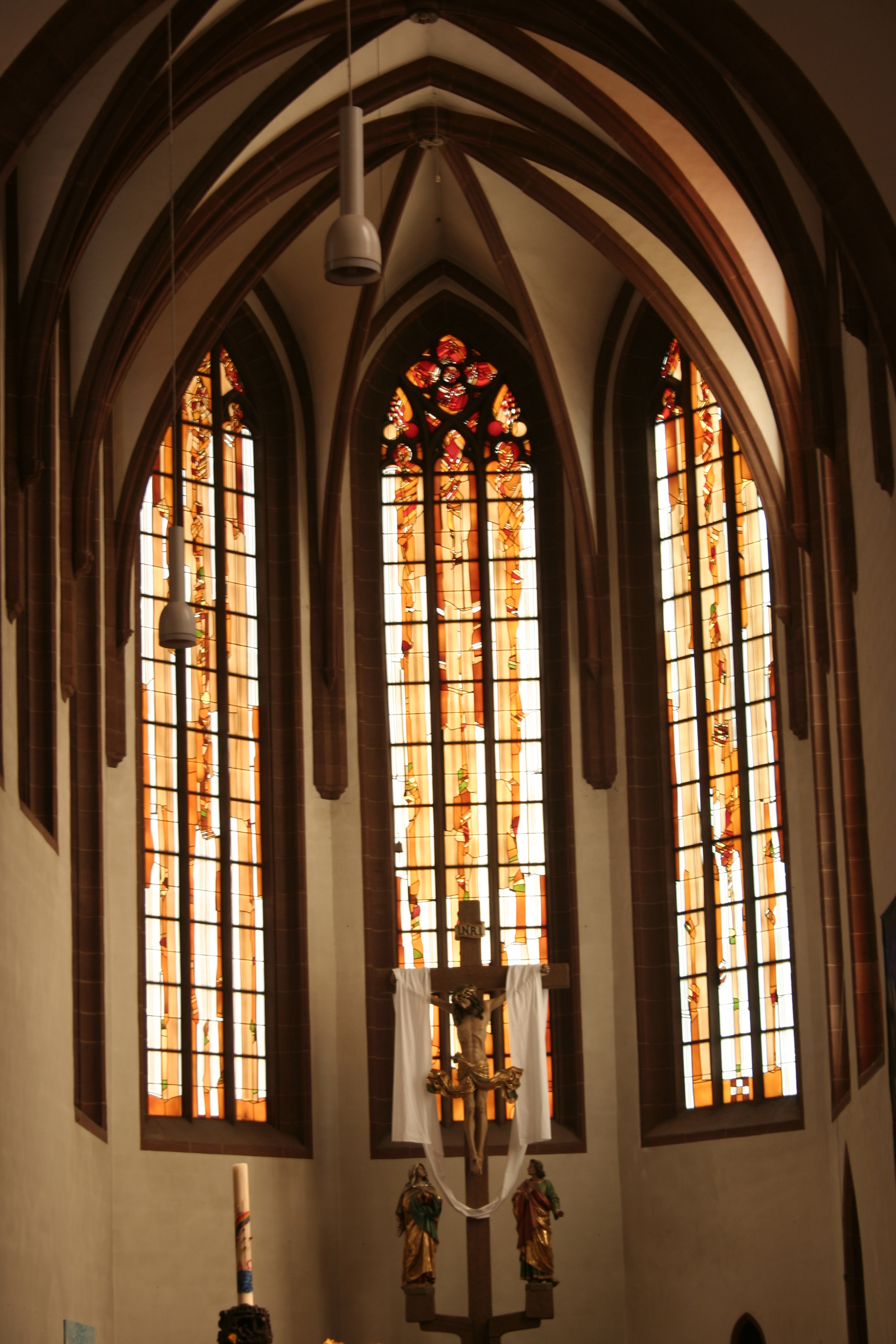
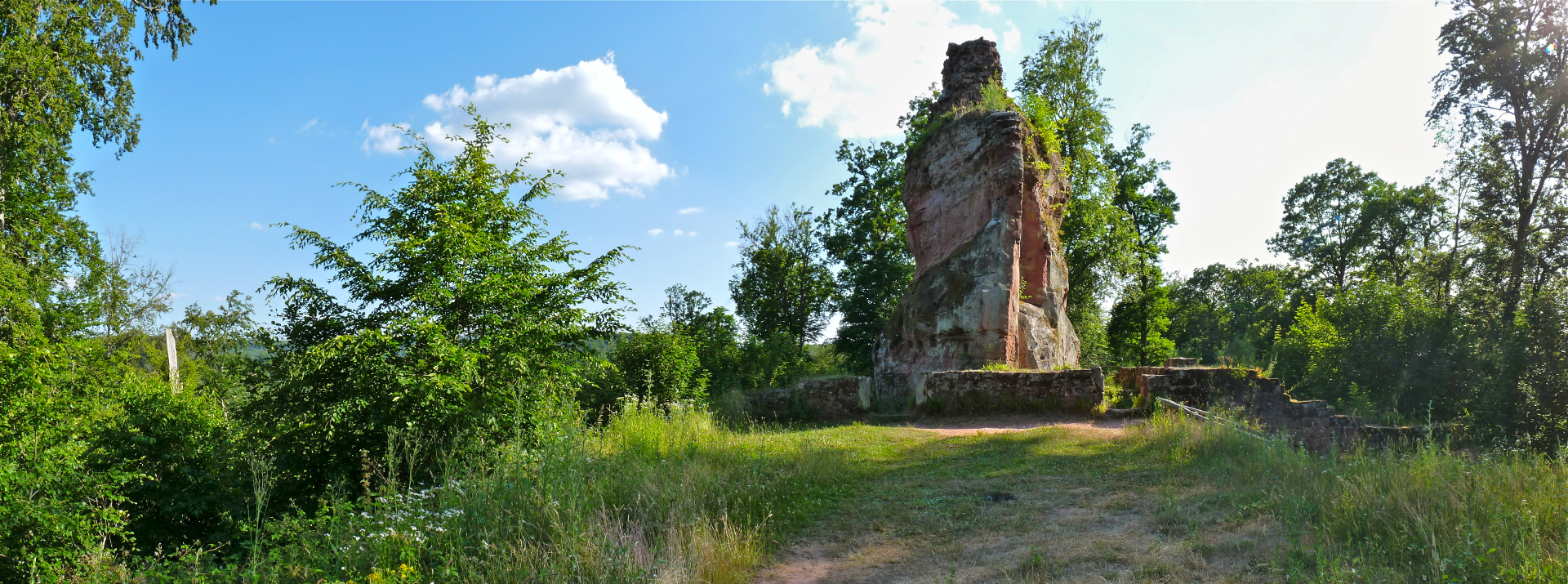
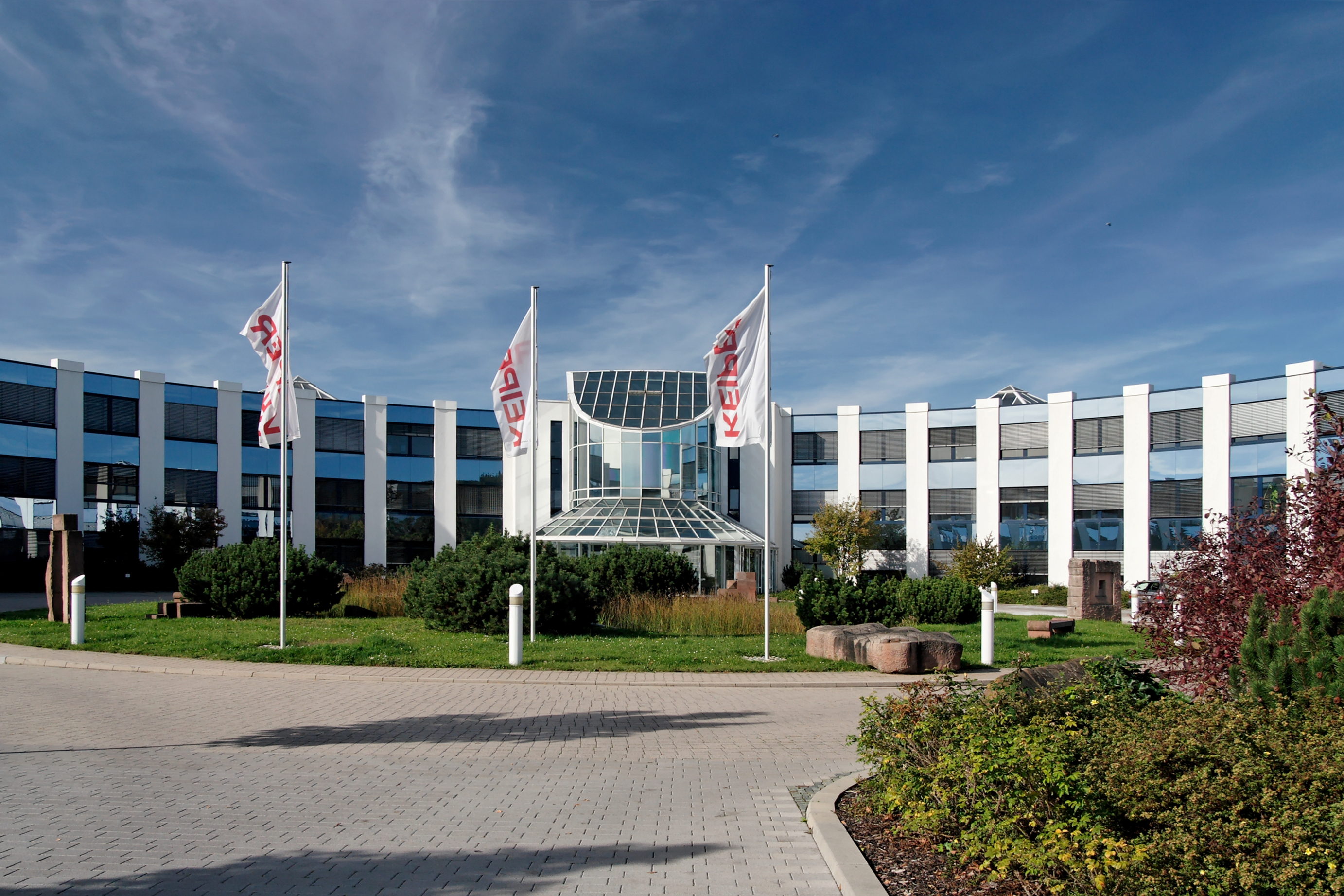